# 車林多爾濟 (土謝圖汗)
車林多爾濟（?—1863年），博尔济吉特氏，清朝喀尔喀蒙古第十三代土谢图汗。
車林多爾濟是第五代土谢图汗旺札勒多爾濟的玄孙，第六代土谢图汗敦丹多爾濟的曾孙，第九代土谢图汗車登多爾濟的孙子，第十一代土谢图汗額依多布多爾濟的儿子。道光十二年（1832年）他的哥哥雅凌泰去世，車林多爾濟袭封土谢图汗。咸丰四年（1854年），太平天国北伐，土谢图汗車林多爾濟、车臣汗阿爾塔什達和两部王公台吉等请捐助军需，咸丰帝温旨推卻。同治二年（1863年）車林多爾濟去世，儿子那遜綽克圖袭封。